# Срібний Серфер
Срібний Серфер (англ. Silver Surfer) — вигаданий персонаж, супергерой що з'являвся на сторінках коміксів, виданих американським видавництвом Marvel Comics. Персонаж також з'являється у низці кінофільмів, телепередач та відеоігор. Персонаж був створений Джеком Кірбі та вперше з'явився в коміксі «Fantastic Four» #48, опублікованому в 1966 році.
Срібний Серфер — гуманоїдний інопланетянин з металевою шкірою, який може подорожувати космосом за допомогою свого корабля, схожого на дошку для серфінгу. Спочатку був молодим астрономом, на ім'я Норрін Радд, з планети Зенн-Ла, який врятував свою рідну планету від Ґалактуса, що пожирав планети, ставши його вісником. Натомість він отримав частину космічної енергії Ґалактуса, набув величезної сили, нове тіло та корабель, схожий на дошку для серфінгу, на якому він міг подорожувати швидше за світло. Тепер відомий як Срібний Серфер, він мандрував космосом у пошуках планет, які Ґалактус міг би поглинути. Коли його подорожі привели його на Землю, він зустрів Фантастичну четвірку, яка допомогла йому знову відкрити в собі благородство духу. Зрадивши Ґалактуса, він врятував Землю, але був засланий туди в покарання.
У 2011 році IGN поставив Срібного Серфера на 41 місце у списку «100 найкращих героїв коміксів». Персонаж був зображений Даґом Джонсом і озвучений Лоренсом Фішберном у фільмі «Фантастична четвірка 2: Вторгнення Срібного серфера» 2007 року.

## Історія публікації
Створений Джеком Кірбі, персонаж вперше з'являється в «The Fantastic Four» #48 (березень 1966), першому з трьох випусків, які фанати називають «Трилогія Ґалактуса».

## Вигадана біографія

### Зенн-Ла
Одна з найблагородніших і найстраждальніших космічних істот у Всесвіті, Срібний Серфер понад усе цінує свободу, але часто жертвує нею заради вищого блага. Він народився Норріном Раддом на планеті Зенн-Ла, частиною надзвичайно довгоживучої та технологічно розвиненої гуманоїдної раси, яка створила всесвітню утопію, позбавлену злочинності, хвороб, голоду, бідності та будь-яких потреб. Мати Норріна, Елмар, не пристосована до цього задушливого середовища, врешті-решт наклала на себе руки. Під впливом свого нетипово амбітного батька Джартрана, Норріна виховували як похмуро-інтелектуального юнака, заохочуючи до знань, розвитку та досягнень, а не до безцільного гедонізму, який домінував у суспільстві Зенн-Ла. Однак згодом зганьблений Джартран покінчив життя самогубством після того, як його звинуватили у крадіжці ідей (щоправда, незадовго до того, як у нього з'явилася нова коханка і народився ще один син, Феннан, про якого Норрін не знав). Наперекір свому коханню на все життя, Шалла-Бал, Норрін виріс неспокійною душею, яка прагнула викликів і боротьби, занурюючись в історії про авантюрне стародавнє минуле Зенн-Ла.

### Вісник Ґалактуса
Життя Норріна змінилося назавжди, коли загрозливий інопланетний космічний корабель прорвав давно занедбані оборонні системи Зенн-Ла. Переконавши члена Ради вчених надати йому космічний корабель, Радд незабаром зіткнувся із загарбником Ґалактусом, який мав намір поглинути Зенн-Ла. Радд запропонував стати його вісником і шукати для нього нові світи в обмін на те, що Ґалактус пощадить Зенн-Ла. Він погодився, перетворивши Радда на суперістоту зі сріблястою шкірою та космічною силою, яка була створена за зразком юнацької фантазії, вихопленої зі спогадів Норріна. Відомий згодом як Срібний Серфер через сріблясту літаючу дошку, на якій він катався, Радд покинув Зенн-Ла разом зі своїм новим господарем.